# Monte Campeon
Der Monte Campeon ist ein 759 m s.l.m. hoher Hügel in den Julischen Voralpen bei Gemona del Friuli und Tarcento im Friaul.

## Lage und Landschaft
Die Berg liegt im Friauler Hügelland (Friuli collinare) am Rand der Südalpen zur Norditalienischen Tiefebene, zwischen dem Tal des Tagliamento bei Gemona westlich und dem Oberlauf des Torre bei Tarcento östlich. Hier bilden bei Magnano in Riviera, Artegna und dem Tal von Montenars der Monte Faeit, der Monte Campeon und der Monte Chiestellirs die südlichen Vorberge des Monte Cuarnan (1372 m s.l.m.), einem Vorgipfel im Cjampon-Massiv (Chiampon), 1709 m s.l.m.

## Geschichte: Militärische Stellungen

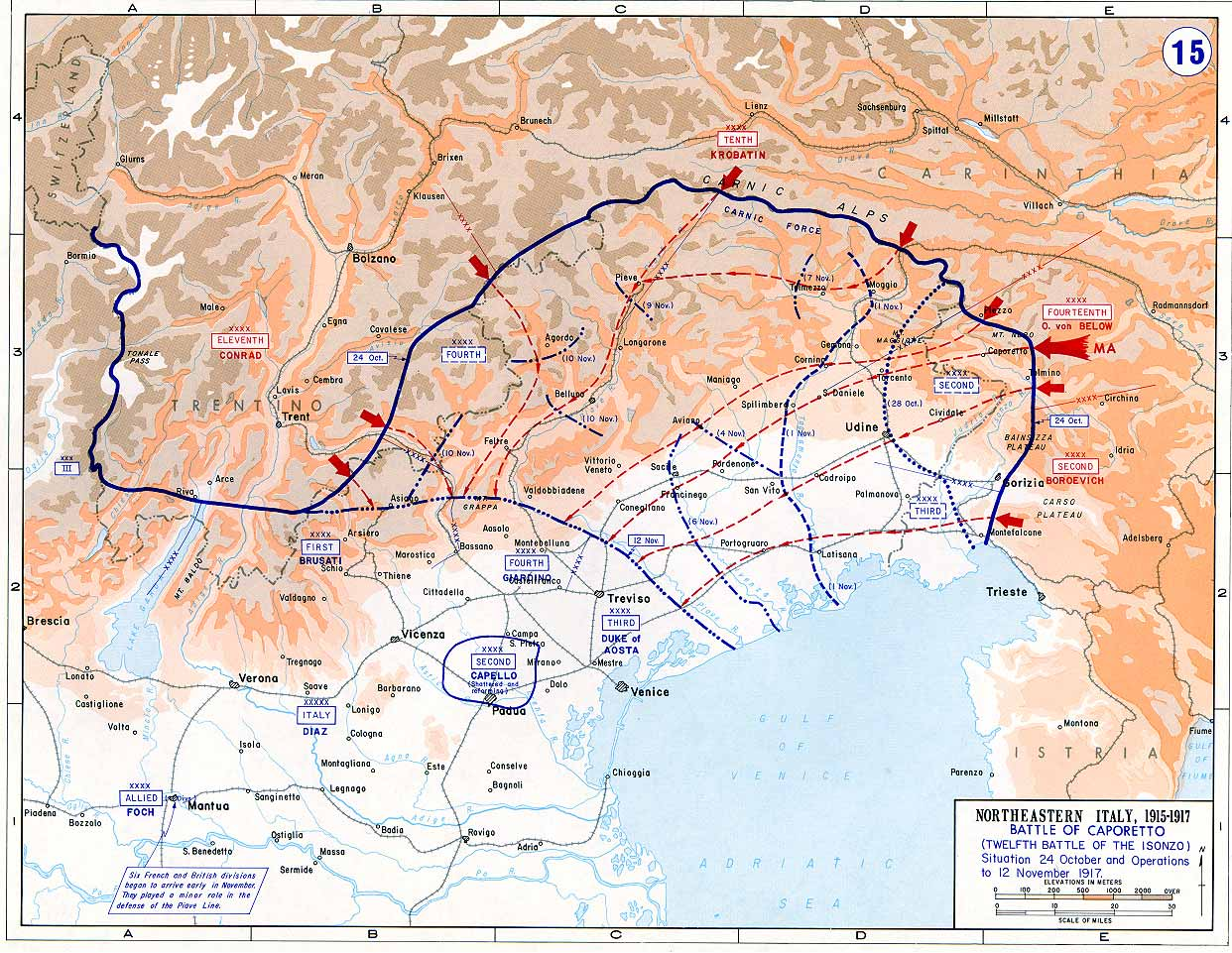
Vorstöße nach der Schlacht von Karfreit (12. Isonzoschlacht) Okt./Nov. 1917

Um 1900 wurde hier unweit der Südgrenze Österreich-Ungarns vom italienischen Heer massive Befestigungsanlagen um Ragogna, San Daniele, Pinzano und Forgaria angelegt, mit den Forts Col Roncone, Fagagna, Sta. Margherita, Tricesimo und Mt. Bernadia-Lonza
Gegenüber lag das österreichische Festungssystem Mittlerer Tagliamento (Fortezza Medio Tagliamento). Zwischen 1908 und 1913 wurden auch auf den umliegenden Bergen Geschützstellungen errichtet. Am Monte Campeon wurde 1909 eine Stellung für vier 149-mm-Geschütze mit Vorplatz und kleinen Gebäuden für Mannschaft und Munition gebaut. Sie bildete insbesondere die Rückendeckung für die Festung Monte Bernadia.
Da die italienische Militärführung es im Ersten Weltkrieg schon ab Kriegseintritt 1915 als Primärziel ansah, die Stadt Triest zu isolieren, verbiss man sich in die Südflanke der Alpenfront in die mehrjährige Serie der Isonzoschlachten. Der direkte Durchstoß durch das Kanaltal war keine Option, sodass es im Raum kaum zu Kriegshandlungen kam. Erst nach dem „Wunder von Karfreit“ (Kobarid), dem überraschenden Durchmarsch der Österreicher und Deutschen Ende Oktober 1917, kam es auch hier zur Schlacht von Ragogna und dem Durchbruch von Cornino (30. Oktober bis 3. November 1917). Die Front lag nun an der Piave, und bis 1918 wurde die Stellung von den Österreichern als Sicherheitslinie gegen einen Rückstoß der Italiener gehalten. Beim Ende des Kriegs nach der Schlacht von Vittorio Veneto Herbst 1918 wurde sie in der allgemeinen Auflösung der k.u.k. Armee ohne jeden Widerstand aufgeben.

## Begehung
Die Ruinen der Stellungen können als leichte Wanderung erkundet werden, das Museo della Grande Guerra di Ragogna (Museum des Großen Krieges) und die Gruppo Storico Friuli Collinare bieten auch geführte Touren an.